# Uniwersytet w Mostarze
Uniwersytet w Mostarze (chorw. Sveučilište u Mostaru) – chorwackojęzyczna publiczna uczelnia wyższa, zlokalizowana w Mostarze.

## Historia
Pierwszą uczelnią powstałą w Mostarze po II wojnie światowej, była założona w 1950 roku, Wyższa Szkoła Pedagogiczna, w 1959 roku powstała Wyższa Szkoła Techniczna, a rok później Wyższa Szkoła Rolnicza. W 1977 roku na bazie tych szkół, a także zamiejscowych wydziałów Uniwersytetu w Sarajewie utworzono uniwersytet. Nadano mu imię Džemala Bijedića (Univerziteta Džemal Bijedić u Mostaru), a językiem wykładowym był wówczas język serbsko-chorwacki.
7 kwietnia 1992, po wybuchu wojny w Bośni i Hercegowinie zbombardowane zostały akademiki i budynek Wydziału Ekonomii. Nauczanie zostało przerwane w okresie od kwietnia do sierpnia 1992 roku. Początkowo podjęto je poza Mostarem, a do częściowo wyremontowanych obiektów uczelnia wróciła w roku akademickim 1994/1995. Od 1992 roku uczelnia funkcjonowała jako uniwersytet chorwackojęzyczny o nazwie Sveučilište u Mostaru. 
Boszniaccy wykładowcy założyli osobną uczelnię: Uniwersytet Džemala Bijedića w Mostarze. Obydwa uniwersytety nawiązują tradycji uczelni funkcjonującej w latach 1977-1992

## Struktura organizacyjna
W ramach uczelni funkcjonują następujące jednostki:
- Akademia Sztuk Pięknych
- Wydział Rolnictwa i Technologii Żywności
- Wydział Budownictwa
- Wydział Ekonomii
- Wydział Nauk o Zdrowiu
- Wydział Prawa
- Wydział Inżynierii Mechanicznej, Informatyki i Elektrotechniki
- Wydział Medycyny
- Wydział Nauk Przyrodniczych, Matematyki i Pedagogiki
- Wydział Farmacji
- Wydział Filozofii